# Philipp Sporrer

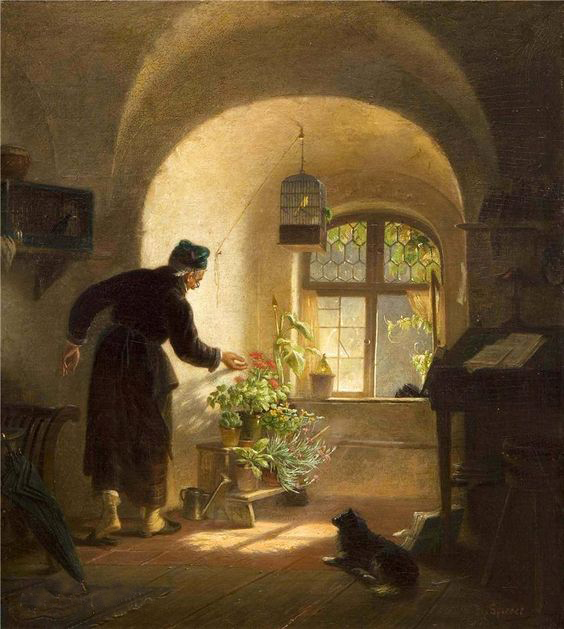
Die Dämmerung des Lebens

Philipp Sporrer (* 1. Mai 1829  in Murnau am Staffelsee; † 30. Juli 1899 in München) war ein deutscher Historien- und Genremaler.
Philipp Sporrer studierte seit dem 2. Dezember 1844 an der Akademie der Bildenden Künste München   bei Philipp von Foltz, später auch kurzzeitig bei Moritz von Schwind.
Neben zahlreichen Ölbildern schuf Philipp Sporrer einige Fresko-Wandmalereien, u. a. im Bayerischen Nationalmuseum, illustrierte auch einige Bücher, wie z. B. „Des Freiherrn von Münchhausen wunderbare Reisen und Abenteuer zu Wasser und zu Lande“ (1841) und „Bilder zu deutschen Volks- und Lieblingsliedern“, sowie „Geschichten aus dem Münchener Burgfrieden“. Viele seiner Werke erschienen in der „Gartenlaube“.
Sporrer unterrichtete Freihandzeichnen am Münchener Polytechnikum und wurde 1877 zum ordentlichen Professor berufen.
1897 wurde in München eine Ausstellung Sporrers Werke aller Art aus der gesamten Schaffensperiode veranstaltet.